# Джак Дан
Джак Мейо Дан (на английски: Jack Dann) е американски редактор на антологии, преподавател по творческо писане, поет и писател на произведения в жанровете научна фантастика, фентъзи, хорър и документалистика.

## Биография и творчество
Роден е в еврейско семейство в Джонсън Сити, Ню Йорк, САЩ на 15 февруари 1945 г. Баща му е адвокат и съдия. Докато, като тийнейджър, е свързан в местна банда, става инцидент при пускане на фойерверки, довел до наранявания. Това кара родителите му да го запишат във военна академия, която той избира срещу алтернативния вариант на поправително училище. Остава в академията 2 години, а след това учи театър в университета „Хофстра“ в Ню Йорк. През 1965 г. се разболява от перитонит след лошо извършена операция на апендицит и прекарва 4 месеца лечение в болница.
След изписване от болницата се премества в Бингамтън, щат Ню Йорк, където продължава следването си в Бингамтънския университет и получава през 1968 г. бакалавърска степен по социални и политически науки. В периода 1969 – 1971 г. прави следдипломно обучение по право в Юридическия факултет на университета „Сейнт Джон“ в Куинс. Живее в Бингамтън през по-голямата част от следващите години, а от 1994 г. живее в Австралия след раздялата с първата си съпруга Джийн ван Бюрен.
Запознава се с научната фантастика от ранна възраст, тъй като баща му има колекция от научнофантастични книги. В края на 60-те години се среща с редица вече добре известни писатели и редактори в областта на научната фантастика и фентъзито, включително Джордж Зебровски, Памела Сарджънт, Гарднър Дозоа, Джак Холдеман и Джо Холдеман. Започва да публикува научнофантастични разкази през 1970 г., първо два разказа с Джордж Зебровски в списание If. Докато пише разкази, за да се издаржа започва бизнес кариера, като стартира компании в рекламната, кабелната и застрахователната индустрия, а по-късно работи като бизнес консултант. През 1973 г. преподава творческо писане в университета „Корнел“.
Първата му книга, антологията Wandering Stars: An Anthology of Jewish Fantasy and Science Fiction, е издадена през 1974 г. Първият му роман „Звезден пътешественик“ издаден през 1977 г. През голяма част от творческия си път работи като редактор и антологист, като предимно си сътрудничи за тях с Гарднър Дозоа, с когото издават над 30 антологии с произведения на американската научна фантастика.
През 1994 г. се премества в Мелбърн, за да се присъедини към Джанийн Уеб, литературна критичка на научната фантастика, академик и писателка, с която се запознава на конференция в Сан Франциско. Жени се за нея през 1995 г. Сътрудничи си с нея по няколко проекта, включително издателска къща. През 1998 г. двамата публикуват антология на австралийската научна фантастика и фентъзи Dreaming Down-Under. Тя печели австралийската награда „Дитмар“ и е първата австралийска художествена книга, спечелила престижната Световна награда за фентъзи в категорията Антологии.
През 2016 г. получава докторска степен от Университета на Куинсланд. Член е на Асоциацията на американските писатели на научна фантастика, на организацията Общество на световно бъдеще и на Обществото „Марк Твен“.
Джак Дан живее със семейството си във ферма с изглед към морето близо до Фостър, щат Виктория и пътува често до Лос Анджелис и Ню Йорк.

## Произведения

### Самостоятелни романи
- Starhiker (1977)[1][2][3][4]
- Junction (1981)
- The Man Who Melted (1984)
- High Steel (1993) – с Джак Холдеман
- The Memory Cathedral: A Secret History of Leonardo da Vinci (1995) – награда „Аурелис“[5]
- Bad Medicine (1996) – издаден и като Counting Coup
- The Silent (1998)
- The Economy of Light (2008)
- Shadows in the Stone (2019)

### Поредица „Джеймс Дийн“ (James Dean)
1. The Rebel: An Imagined Life of James Dean (2004) – издаден и като The Rebel: Second Chance (2015)[3]
2. Promised Land (2007)

### Разкази
частично представяне
- Traps (1970) – с Джордж Зебровски[3]
- Dark, Dark, the Dead Star (1970) – с Джордж Зебровски
- Listen, Love (1971) – с Джордж Зебровски
Слушай, миличка, фен превод (2016), прев. Деница Минчева
- Da Vinci Rising (1995) – награда „Небюла“[3]
- Niagara Falling (1997) – с Джанийн Уеб, награда „Аурелис“ и награда „Дитмар“[4]

### Сборници
- Christs and Other Poems (1978) – поезия[2]
- Timetipping (1980)[1]
- Jubilee (2003)
- Visitations (2003)
- Dream of Venus (2012) – с Памела Сарджънт и Джордж Зебровски
- Decimated (2013) – с Джордж Зебровски
- Concentration (2016)
- Shadows on the Wall (2018) – със Стивън Полсън

### Документалистика
- Insinuations (2010) – автобиография[[]][1]
- Reading the Entrails (2015)

### Антологии
антологии издадени в България, с редактори Джак Дан и Гарднър Дозоа
- Geometry (1989)
Генометрия : фантастична антология, изд. „ЕГИ“ (2002), прев. Венелин Мечков и др. – произведения на Пол Дж. Маколи, Фредерик Пол, Грег Егън, Ейлийн Гън, Джон Брънър, Брус Стърлинг, Дж. Р. Дън, Крис Лоусън, Брайън Стейбълфорд, Робърт Рийд, Кордуейнър Смит
- Dragons! (1993)
Дракони : фантастична антология, изд. „ЕГИ“ (2002), прев. Елена Павлова и др. – произведения на Танит Лий, Л. Спрег де Камп, Кийт Робъртс, Марк Съмнър, Сюзън Каспър, Джеймс Блейлок, Естер М. Фриснър, М. Луси Чин, Аврам Дейвидсън, Лушъс Шепард
- Hackers (1996)
Хакери : Фантаст. антология, изд. „ЕГИ “ (2002), прев. Венелин Мечков и др. – произведения на Уилям Гибсън, Том Мадокс, Грег Егън, Пат Кадиган, Робърт Силвърбърг, Александър Яблоков, Майкъл Суонуик, Брус Стърлинг, Кандас Джейн Дорси, Даниел Маркъс, Пол Дж. Маколи, Нийл Стивънсън, Грег Беър
- Nanotech (1998)
Нанотех : Фантастична антология, изд. „ЕГИ“ (2003), прев. Владимир Зарков и др. – произведения на Грег Беър, Нанси Крес, Грег Игън, Майкъл Флин, Иън Макдоналд, Катлийн Ан Гунън, Стивън Бакстър, Пол Ди Филипо, Дейвид Марусек, Джофри Ландис
- Armageddons (1999)
Армагедони : Фантаст. антология, изд. „ЕГИ“ (2002), прев. Венелин Мечков и др. – произведения на Фредерик Пол, Грегъри Бенфорд, Нанси Крес, Ричард Коупър, Хауърд Уолдроп, Фриц Лейбър, Алън Данциг, Лари Нивън, Джофри Ландис, Уилям Бартън
- Future War (1999)
Утрешни войни : фантастична антология, изд. „ЕГИ“ (2003), прев. Владимир Зарков и др. – произведения на Филип К. Дик, Лушъс Шепард, Иън Макдонълд, Алистър Рейнолдс, Тони Даниел, Джофри Ландис, Пол Дж. Маколи, Алън Стийл, Гарднър Дозоа, Джо Холдеман
- Future Sports (2002)
Спортът на бъдещето : фантастична антология, изд. „ЕГИ“ (2003), прев. Венелин Мечков и др. – произведения на Артър Кларк, Ким Стенли Робинсън, Хауърд Уолдроп, Йън Макдоналд, Майкъл Суонуик, Робърт Рийд, Ендрю Уейнър, Р. Нюб, Алистър Рейнолдс, Джонатан Летъм

## Книги за него
- The Work of Jack Dann (1988) – от Джефри М. Елиът